# George Basil Hume
George Basil Hume, O.S.B., angleški duhovnik, škof in kardinal, * 2. marec 1923, Newcastle upon Tyne, Anglija, † 17. junij 1999, London, Anglija.

## Življenjepis
23. julija 1950 je prejel duhovniško posvečenje.
9. februarja 1976 je bil imenovan za nadškofa Westminstra; škofovsko posvečenje je prejel 25. marca 1976.
24. maja 1976 je bil povzdignjen v kardinala in imenovan za kardinal-duhovnika S. Silvestro in Capite.
Umrl je 17. junija 1999.